# ジミー・マンディ
ジミー・マンディ（Jimmy Mundy、1907年6月28日 - 1983年4月24日）は、アメリカのジャズ・テナー・サクソフォーン奏者、編曲家、作曲家であり、ベニー・グッドマン、カウント・ベイシー、アール・ハインズのための編曲で最もよく知られている。
マンディは癌のためニューヨークにて75歳で亡くなった。

## ディスコグラフィ

### アルバム
- On A Mundy Flight (1958年、Epic) ※ジミー・マンディ・アンド・ヒズ・オーケストラ名義
- Playing The Numbers (1959年、Epic) ※ジミー・マンディ・アンド・ヒズ・オーケストラ名義
- Groovin' High (1977年、Hep) ※with ジェラルド・ウィルソン、ウィルバート・バランコ
- Jimmy Mundy 1937-1947 (2001年、Classics) ※コンピレーション
- Fiesta In Brass (2002年、Golden Era) ※ジミー・マンディ・アンド・ヒズ・オーケストラ名義

### アレンジ担当アルバム
チェット・ベイカー
- 『ベイカーズ・ホリデイ』 - Baker's Holiday (1965年、Limelight)

アル・ヒブラー
- 『アフター・ザ・ライツ・ゴー・ダウン・ロウ』 - After the Lights Go Down Low (1957年、Atlantic)

イリノイ・ジャケー
- The Soul Explosion (1969年、Prestige)

ハリー・ジェイムス
- Harry James and His Orchestra 1948–49 (1969年、Big Band Landmarks Vol. X & XI)[3]

ソニー・スティット
- 『ソニー・スティット&ザ・トップ・ブラス』 - Sonny Stitt & the Top Brass (1962年、Atlantic)
- Little Green Apples (1969年、Solid State)
- Come Hither (1969年、Solid State)

ジョー・ウィリアムス
- A Man Ain't Supposed to Cry (1958年、Roulette)